# 4910 Kawasato
4910 Kawasato è un asteroide areosecante. Scoperto nel 1953, presenta un'orbita caratterizzata da un semiasse maggiore pari a 2,4399294 UA e da un'eccentricità di 0,3267864, inclinata di 4,99226° rispetto all'eclittica.
L'asteroide è dedicato all'astronomo giapponese Nobuhiro Kawasato.